# Straßenbahn Bergen
Die Straßenbahn Bergen (norw. trikken i Bergen) verkehrte von 1897 bis 1965 in der norwegischen Stadt Bergen. Auf einem wiederaufgebauten Streckenrest von knapp 1,5 km besteht heute Museumsbetrieb.
Seit 2010 verkehrt mit der Stadtbahn Bergen wieder ein schienengebundenes Nahverkehrsmittel in der Region.

## Geschichte

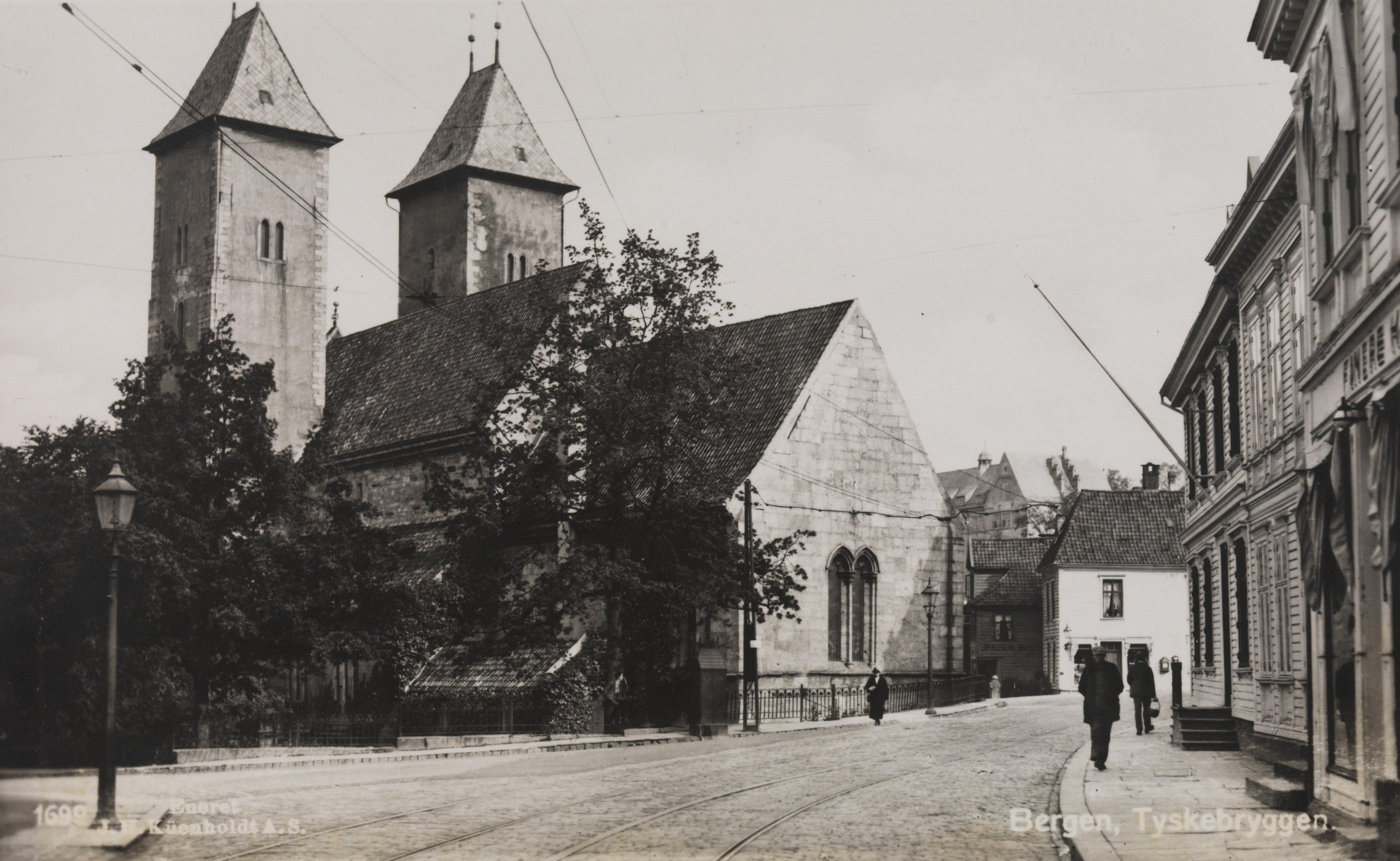
Die Straßenbahnstrecke in Øvregaten vor der Marienkirche

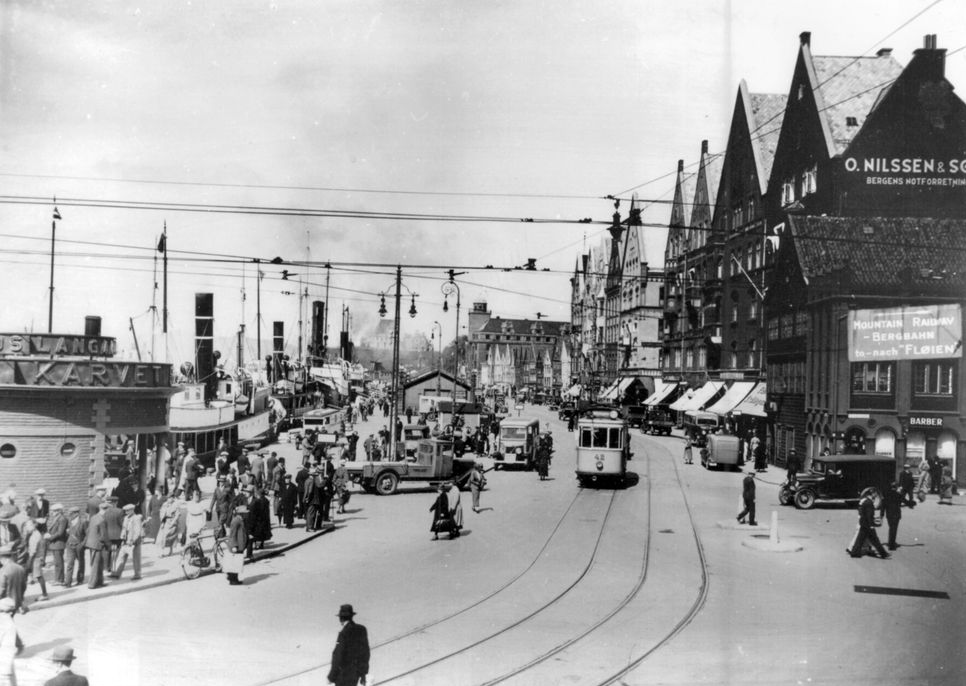
Straßenbahn in Bryggen, Anfang 20. Jh.

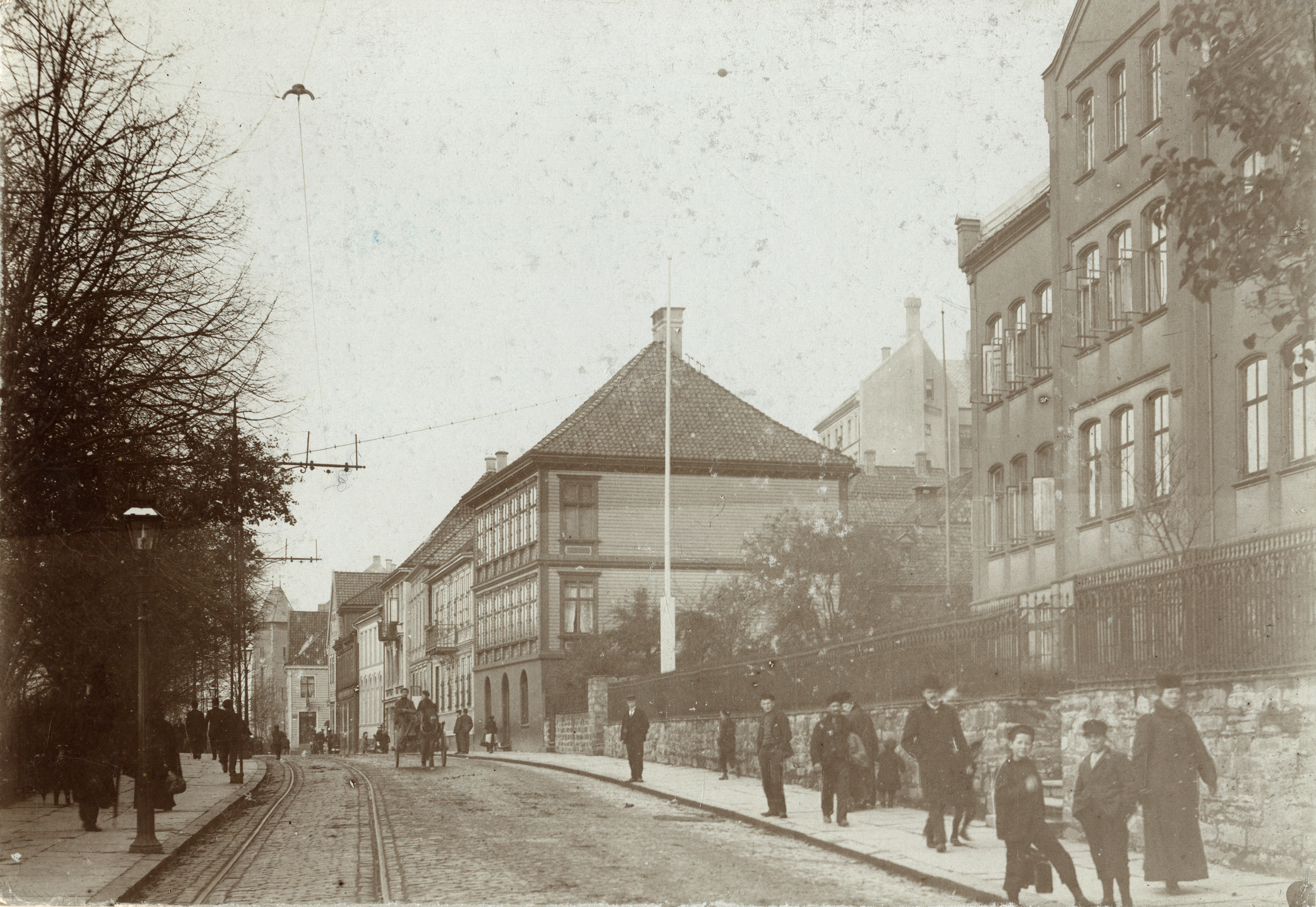
Straßenbahngleise in Øvregaten vor der Christi Krybbe Schule

1882 erteilte die Stadt Bergen einem Ingenieur Jacobsen die Erlaubnis, Schienen für den Betrieb einer Pferdestraßenbahn zu verlegen. Da Jacobsen kurz darauf verstarb, kam das Projekt nicht zustande. Am 17. Mai 1893 beantragten drei Privatpersonen eine Konzession für Bau und Betrieb einer elektrischen Straßenbahn in Bergen. In der Folge kam es zu einer Auseinandersetzung mit Anwohnern des Stadtteils Bryggen über die Linienführung. Das verzögerte die Genehmigung bis 1895. Bergens Elektriske Sporvei errichtete die Gleisanlagen, die Straßenbahn ging zum 29. Juni 1897 mit einem 10-Minuten-Takt in Betrieb. Bei ihrer Eröffnung bediente die Straßenbahn drei Linien:
- Sukkerhusbryggen–Torget Bradbenken
- Småstrandgaten–Nygårdsbroen
- Småstrandgaten–Kalfaret

Kurz darauf wurde die Strecke von Sukkerhusbryggen nach Sandviken verlängert, so dass der Abschnitt nach Bradbenken zu einer Zweigstrecke wurde. Eine Änderung in der Linienführung legte 1898 die Linie von Nygårdsbroen mit der nach Sandviken zusammen und im Jahr 1900 die von Kalfaret mit der nach Sukkerhusbryggen. 1901 wurde Sandviken von Bradbenken aus angeschlossen. 1910 wurde die Strecke nach Sukkerhusbryggen stillgelegt, 1911 die Linie nach Møhlenpris eröffnet, 1915 eine nach Nordnes errichtet, die 1924–26 zum Bahnhof Bergen verlängert wurde. Darüber hinaus wurden mehrere Strecken nach und nach verlängert. 1932 erreichte das Straßenbahnnetz seine größte Ausdehnung. Es bestand aus den Strecken:
1. Sandviken – Torget – Småstrandgaten – Minde
2. C. Sundts gate – Småstrandgaten – Fridalen
3. Tyskebryggen – Torget – Møhlenpris
4. Nordnes – Småstrandgaten

Die Linien 1 und 2 waren durchgehend zweigleisig ausgelegt, die Linien 3 und 4 hatten auch eingleisige Abschnitte.
Ein wichtiger Meilenstein für die Straßenbahn Bergens in der Zwischenkriegszeit waren die Folgen des Stadtbrandes von 1916, als es möglich wurde, Straßen zu verbreitern und Trassen zu optimieren. Unter anderem wurden die Straßenbahn um den wiederaufgebauten zentralen Platz Torgallmenningen herumgeführt. Der Streik vom 9. Februar bis zum 16. Juni 1926 war unter anderem Ursache für die Stilllegung der Strecke zum Bahnhof.
1928 wurde in Bergen die erste Buslinie eingerichtet. 1939 bestanden sechs Linien, von denen mehrere abschnittweise parallel zur Straßenbahn verkehrten. In der Zwischenkriegszeit gab es Überlegungen, den Straßenbahnbetrieb einzustellen und durch Busse zu ersetzen. Der Zweite Weltkrieg und Benzinrationierung in dessen Folge führten dazu, dass solche Überlegungen zunächst auf Eis gelegt wurden. Die nur etwas mehr als einen Kilometer lange Strecke nach Nordnes wurde 1944 eingestellt, um den Betrieb auf den anderen Linien aufrechtzuerhalten zu können. In den Jahren 1943/44 nutzten über 30 Millionen Fahrgäste die Straßenbahn, dafür waren 46 Fahrzeuge bei 14 km Streckenlänge vorhanden.
1947 wurden zehn neue Fahrzeuge von Strømmens Værksted geliefert. In der Nachkriegszeit wurde der O-Busbetrieb eingeführt. 1950 wurde die Strecke nach Møhlenpris aufgegeben und durch eine O-Buslinie ersetzt. 1951 entschied sich der Stadtrat für die Umstellung des Straßenbahnbetriebes auf Oberleitungsbusse und in der Folge wurden 1957 die Linie nach Fridalen durch O-Bus-Verkehr ersetzt sowie 1961 die Linie zwischen dem Stadtzentrum und Sandviken. Der Verkehr zwischen dem Stadtzentrum und Minde wurde in den Tagesrandlagen durch Busse wahrgenommen. Am 31. Dezember 1965 verkehrte die letzte Straßenbahn im Regelbetrieb in Bergen vom Stadtzentrum nach Minde. Zu diesem Zeitpunkt wurden nur noch 4,5 km Strecke befahren.
Gründe dafür, dass die Straßenbahn in Bergen – im Gegensatz zu denen in Oslo und Trondheim – eingestellt wurde, waren, dass die damaligen Gemeindegrenzen das Entwicklungspotenzial begrenzten. Gleichzeitig hatte die Straßenbahn in Bergen nie so hohe Fahrgastzahlen wie die beiden anderen Straßenbahnsysteme in Norwegen.

## Linien
Ursprünglich trugen die Linien keine Nummern, sondern waren durch Lichter in unterschiedlichen Farben gekennzeichnet. Liniennummern wurden erst 1923 eingeführt. So hatte die Linie zwischen Sukkerhusbryggen und Bradbenken nie eine Liniennummer.

### Sukkerhusbryggen–Bradbenken
Die Strecke zwischen Sukkerhusbryggen und Bradbenken wurde am 3. Juli 1897 eröffnet. Die Auslastung war jedoch schlecht. 1900 wurde der Abschnitt zwischen Sukkerhusbryggen und Engen von der Linie 2 übernommen, und am entgegengesetzten Ende durch eine Straßenbahn zwischen Mariakirken i Bergen und Bradbenken ersetzt, die auf einem von der Linie 1 abzweigenden Gleisabschnitt verkehrte. Die Fahrgastzahlen dieser Linie waren jedoch gering. Sie wurde daher noch im Jahr 1900 eingestellt. Die Strecke zwischen Engen und Sukkerhusbryggen wurde 1910 eingestellt.

### Linie 1
Die Strecke zwischen Småstrandgaten und Nygårdsbroen wurde am 3. Juli 1897, die Strecke zwischen Sukkerhusbryggen und Sandviken am 29. Juli 1897 eröffnet. Zum 21. Februar 1898 wurden diese zu einer durchgehenden Linie zusammengelegt. 1905 wurde die Linie im Norden von Sandvikskirken bis zum Sandvikstorget, 1911 bis zum nördlichen Ende der Seilbahn und 1928 bis zum Munkebottsveien verlängert. Die 1947 beschafften neuen Straßenbahnen waren Einrichtungsfahrzeuge, weshalb in Sandviken eine Wendeschleife gebaut wurde. Im Süden wurde die Linie 1919 über Nygårdsbroen zum damaligen Bahnhof in Solheimsviken, 1924 nach Fridalen und 1928 zu einer Wendeschleife in Wergeland im Bezirk Minde verlängert. Bis 1938 war die gesamte Strecke zweigleisig ausgebaut.
Linie 1a
Von der neuen Wendeschleife der Linie 2 in Engen wurde 1950 die Linie 1a nach Minde eingerichtet. Als die Linie nach Sandviken 1961 eingestellt wurde, wurde diese zur Linie 1.
Die Linie 1 wurde 1965 eingestellt und durch Dieselbusse ersetzt.

### Linie 2
Die Linie zwischen Småstrandgaten und Kalfaret wurde am 3. Juli 1897 eröffnet. 1898 wurde die Strecke zunächst bis zur Olav Kyrres gate und im Jahr 1900 bis Sukkerhusbryggen verlängert. Als die Verbindung nach Sukkerhusbryggen 1910 eingestellt wurde, verkürzte sich die Strecke erneut bis Småstrandgaten. 1911 wurde die Linie bis Møhlenpris und 1912 bis zur Universitätsklinik Haukeland verlängert. 1919 wurde die Linie geteilt: Die Linie nach Møhlenpris wurde Linie 3, die Linie 2 verkehrte nun zwischen der Universitätsklinik Haukeland und dem Torgallmenningen im Stadtzentrum. 1922 wurde die Endhaltestelle an die C. Sundts gate verlegt. 1950 wurde die Endstation durch eine Wendeschleife in Engen ersetzt. Am gegenüberliegenden Ende erhielt die Strecke 1924 eine Wendeschleife in Fridalen. Mit Ausnahme eines kurzen Abschnitts war die Strecke 1922 zweigleisig. Zum 1. Dezember 1957 wurde die Linie auf Oberleitungsbusse umgestellt. Diese O-Bus-Linie, die seither bis Birkelundstoppen und zum Studentendorf Nattland verlängert wurde, ist heute die letzte verbliebene O-Buslinie Norwegens.
Linie 2a
Die Linie 2a wurde 1943 im Zusammenhang mit der Stilllegung der Linie 4 von Nordnes nach Fridalen eingerichtet, bestand aber nur ein Jahr lang.

### Linie 3
Die Linie zwischen Møhlenpris und Torgallmenningen entstand, als 1919 die (spätere) Linie 2 geteilt wurde. Nach einigen Monaten wurde die Endstation im Stadtzentrum zum Ole Bulls plass verlegt. Nach mehreren Änderungen wurde sie 1923 nach Tyskebryggen verlängert.
Am 1. Dezember 1950 wurde die Linie 3 durch Bergens erste O-Bus-Linie ersetzt, die nicht der bisherigen Straßenbahnlinie von Møhlenpris über Nygårdshøyden ins Stadtzentrum und dem heutigen Bryggen folgte, sondern der neu angelegten Straße um das Dragefjellet von Dokken nach Nøstet und weiter nach Bryggen und Mulen, wo sie die Dieselbuslinie Nøstet–Mulen ersetzte. Die O-Bus-Strecke wurde 1994 mit dem Bau der westlichen Zufahrtsstraße durch Dieselbusse ersetzt und in zwei Linien geteilt.

### Linie 4
Die Linie 4 führte vom zentralen Platz Torgallmenningen nach Nordnes und wurde 1915 eröffnet. Die Linie 4 war vom Wiederaufbau nach dem Stadtbrand 1916 am stärksten betroffen. Nach mehrfachen Änderungen wurde die Endstation an die Kreuzung zwischen Strandgaten und Chr. Michelsens Gate verlegt. 1924 wurde die Linie bis zum Bahnhof verlängert, diese Abschnitt aber nach dem großen Streik und wegen der geringen Auslastung 1926 wieder aufgegeben. 1943 wurde die Linie 4 als eigenständige Linie eingestellt. Der Verkehr nach Nordnes wurde von der Linie 2a übernommen, die bis Fridalen weiterfuhr. Im Oktober 1944 wurde die Linie 2a und damit auch die Nordnes-Linie stillgelegt. Seit 1945 wird diese Strecke mit Bussen bedient.

## Nachklang

### Verbleib der Fahrzeuge
Verkäufe der Fahrzeuge nach Oslo, Malmö, DDR, Polen und sogar nach Lima und Kalkutta wurden geprüft, aber sie wurden schließlich zum Teil zu einem Schrottplatz in Sandviken verfrachtet, andere vor Askøy bei Florvåg im Byfjord versenkt. Nur ein Fahrzeug blieb erhalten.

### Weitere Entwicklung
Die Entstehung von Vorstädten rund um Bergen und der Zusammenschluss der Gemeinden 1972 weckten den Wunsch nach einem neuen schienengebundenen ÖPNV. Aber erst 2010, 45 Jahre nach der Schließung der Straßenbahn und 38 Jahre nach dem Zusammenschluss der Gemeinden, wurde ein erster Abschnitt der Bybanen i Bergen (Stadtbahn Bergen) zwischen dem Stadtzentrum von Bergen und Nesttun in Betrieb genommen und 2017 zum Flughafen Bergen verlängert. Die Stadtbahn hat heute zwei Linien.

### Museumsbetrieb

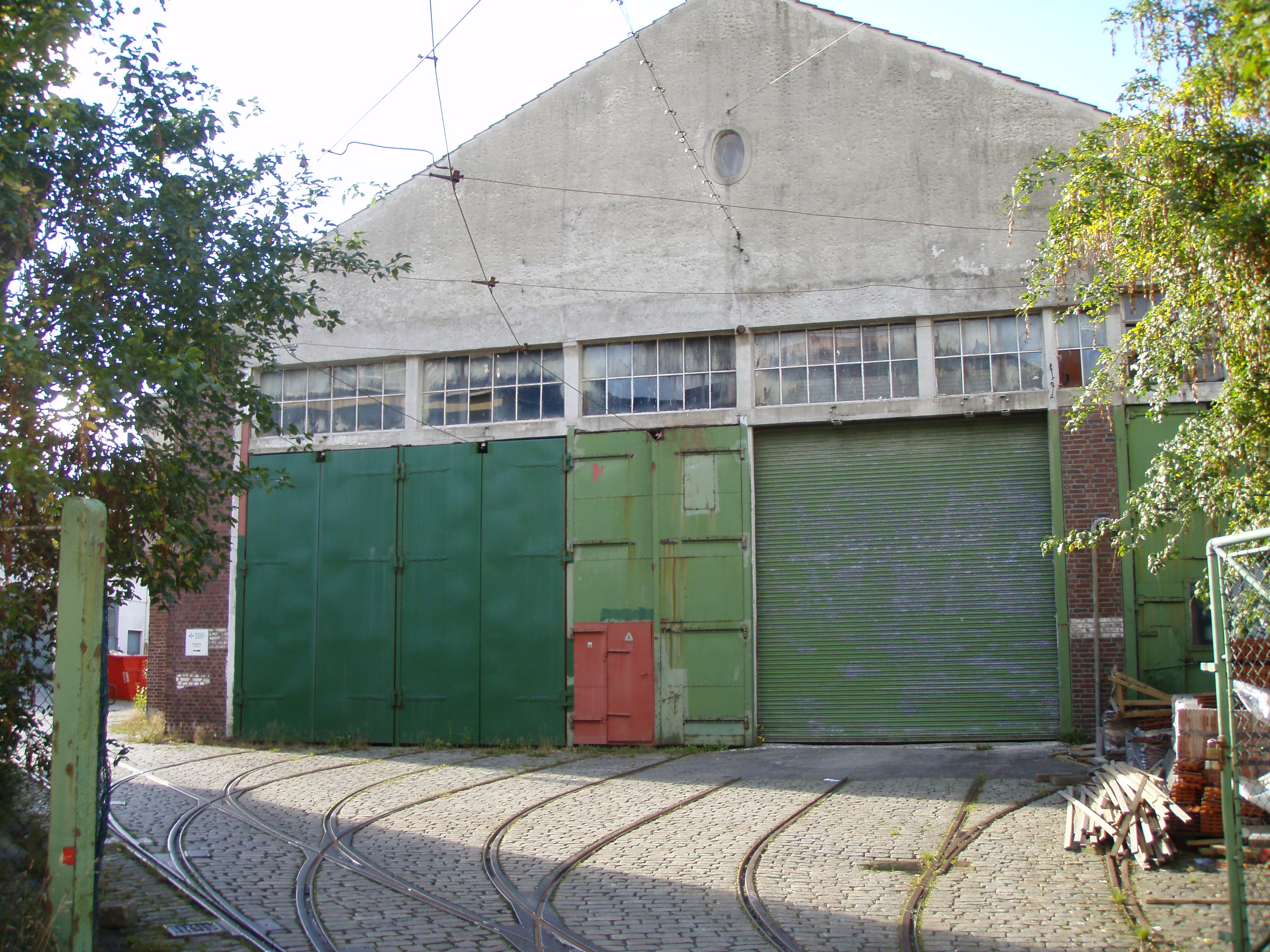
Straßenbahnhalle am Møhlenpris, heute Bergens Tekniske Museum

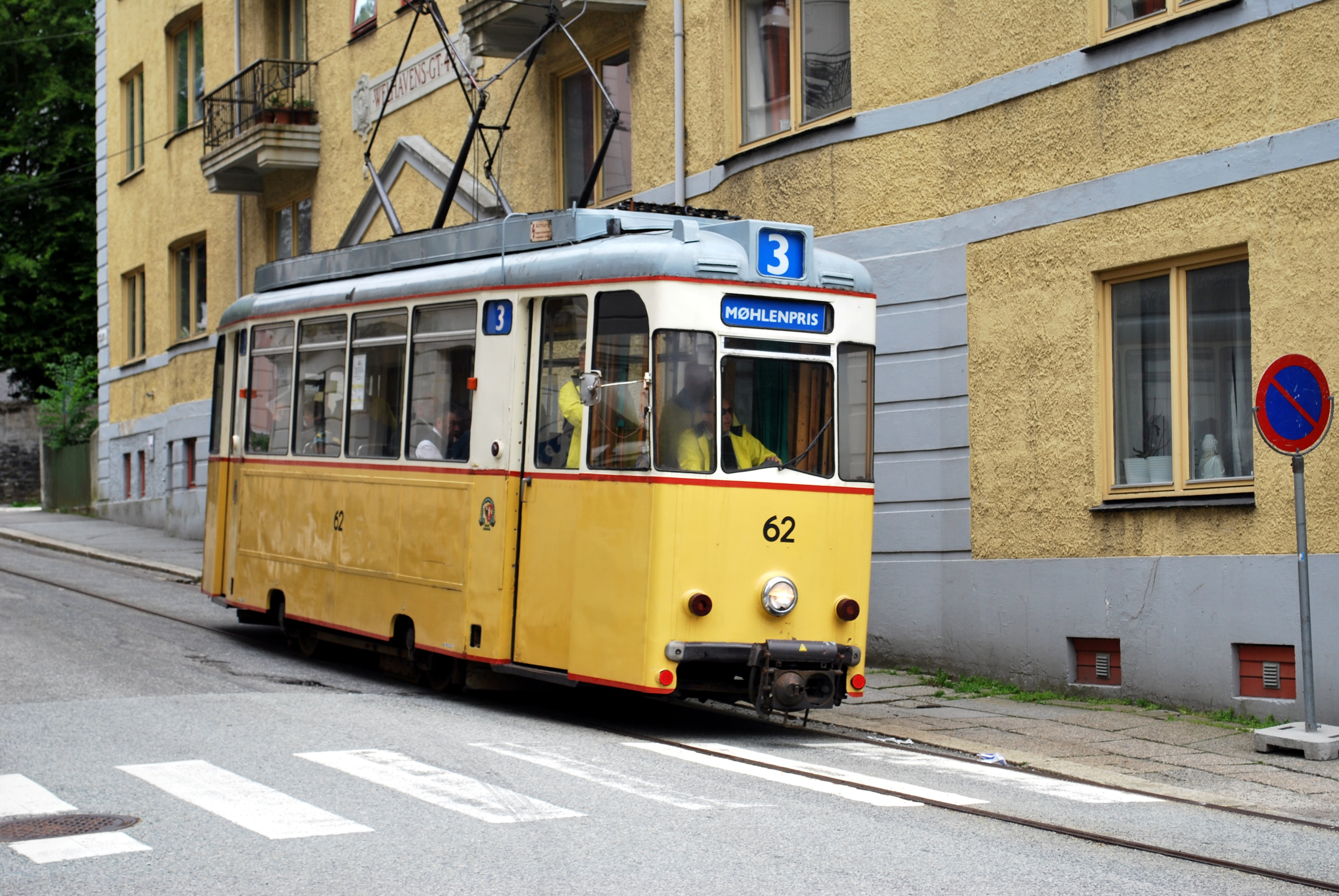
Berliner Reko-Wagen in den traditionellen Bergener Farben (2009)

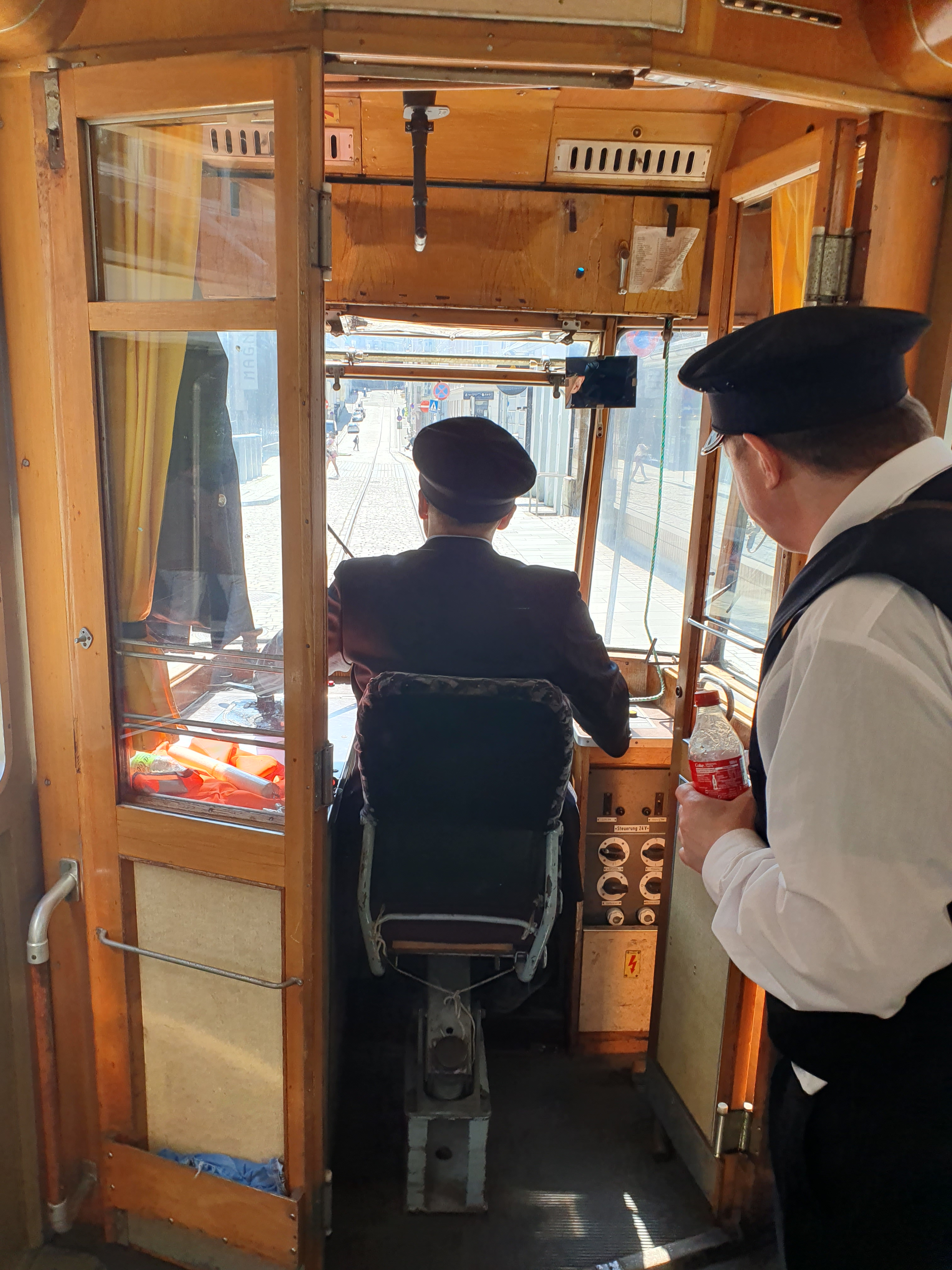
Museumsstraßenbahn

#### Gründung und Aufbau
1974 wurde der Foreningen for Teknisk Museum i Bergen (Verein für ein Technisches Museum in Bergen) auch mit dem Ziel gegründet, eine Museumsstraßenbahn in Bergen zu betreiben. 1991 unterzeichnete der Verein einen Vertrag mit der Stadt, und mietete die Straßenbahnhalle am Møhlenpris.
Das Bergen Tekniske Museum hat mit Hilfe von Freiwilligen zunächst die letzten paar hundert Meter Gleis am Møhlenpris – einschließlich der Oberleitung – instand gesetzt. Gleise aus Trondheim und Oslo wurden dafür zugekauft. 1993 fuhr die Museumsstraßenbahn zum ersten Mal. Die Arbeiten zur Wiederherstellung des Gleises zwischen Møhlenpris und Engen / Ole Bulls plass wurden im Frühjahr 2022 abgeschlossen, die Oberleitung dann im folgenden August bis zur Kreuzung Magnus Barfots gate / Vaskerelven fertiggestellt. Das Gleis wurde meist im Zusammenhang mit anderen größeren Straßeninstandhaltungsarbeiten verlegt.

#### Fahrzeuge
Im Bestand des Museumsbetriebs befindet sich der einzige erhaltene Wagen der Straßenbahn Bergen und der historische Wagen Nr. 74 der Osloer Straßenbahn aus dem Jahr 1913. Er wurde in der gelben Farbe der Bergener Straßenbahn restauriert und erhielt die Nr. 47. Die Arbeiten wurden vom Norsk kulturminnefond (Fonds für das kulturelle Erbe Norwegens) unterstützt.
Des Weiteren gibt es drei zweiachsige Reko-Wagen vom Typ TZ69 aus Berlin (gebaut im Raw Schöneweide) mit dem Baujahr 1969 und einen Beiwagen. Zwei weitere Beiwagen des gleichen Typs wurden abgegeben. Diese Wagen wurden 1996 übernommen:
- ex Tw 3001
- ex Tw 3003
- ex Tw 3004
- ex Bw 3702
- ex Bw 3703
- ex Bw 3707

Die Triebwagen tragen heute in Fortsetzung der ursprünglichen Fahrzeugnummerierung die Nummern 60–62, der Beiwagen die Nummer 160.

#### Betrieb
Den Betrieb führt die Stiftung Bergens Elektriske Sporvei. Im Herbst 2021 fuhr die Museumsstraßenbahn zwischen Møhlenpris und Muséplassen während der Öffnungszeiten des Museums. Die erste Probefahrt über die Strecke von Møhlenpris bis zum Café Opera fand am 31. August 2022 statt.
Die Museumsstraßenbahn verkehrt 2023 an vielen Sonntagen und einigen Sonnabenden zwischen Møhlenpris und Café Opera zwischen 12:00 Uhr und 16:30 Uhr im Halbstundentakt.